# یواس‌اس کاتبرد (ای‌ام-۶۸)
یواس‌اس کاتبرد (ای‌ام-۶۸) (به انگلیسی: USS Catbird (AM-68)) یک کشتی بود که طول آن ۱۴۷ فوت ۱۰ اینچ (۴۵٫۰۶ متر) بود. این کشتی در سال ۱۹۳۸ ساخته شد.